# Bertrand Bergier
Pour les articles homonymes, voir Bergier.
 (avril 2023).
Bertrand Bergier, né le 5 novembre 1960 à Cognac, est un sociologue français, professeur à l'Université catholique de l'Ouest et ancien directeur de l'ISCEA (Institut des Sciences de l'éducation et de la communication d'Angers).

## Thèmes de recherche
- Sociologie de l'improbable - Parcours atypiques
- Sociologie des conditions de relégation et d'ascension scolaires et sociales
- Affranchissement social - Émancipation des personnes sans domicile fixe

## Activités administratives
- Directeur de l'institut des Sciences de la Communication et de l'Éducation d'Angers (ISCEA) de 2000 à 2009
- Co-responsable du doctorat Ph.D. en Éducation à l'Université Catholique de l'Ouest, en partenariat avec l'Université de Sherbrooke, depuis 2009
- Responsable du doctorat Éducation, carriérologie et éthique, objet de cotutelles entre l'Université Catholique de l'Ouest et les Universités de Sherbrooke (Canada), Parana (Brésil) et Kaslik (Liban)

## Formation
De 1978 à 1981, il a complété un DEUG ainsi qu'une Licence AES A l'Université de Poitiers. En juin 1984, il a acquis une Licence en Sciences de l'Éducation à l'Université de Lyon II. En mai 1985, il a reçu son Diplôme d'État d'éducateur spécialisé de l'Académie d'Orléans-Tours. Une Maîtrise AES, option carrières sociales, lui a été décernée par l'Université de Tours en juin 1986. Simultanément, en juin 1986, il a obtenu une Maîtrise en Sciences de l'Éducation à l'Université de Lyon II.
En juin 1987, il a reçu son DEA en Sciences de l'Éducation à l'Université de Lyon II. L'année suivante, en juin 1988, il a obtenu un DEA en Sciences sociales appliquées au développement à l'Université de Tours. Parallèlement, en juin 1988, l'Université de Nantes lui a délivré un Certificat de psychologie clinique.
Il a obtenu son Doctorat en Sociologie (nouveau régime) à l'Université Paris VII en novembre 1990. Enfin, en février 1999, il a reçu son Habilitation à diriger des recherches en sociologie de l'Université Paris VII.

## Ouvrages
- Compagnons d'Emmaüs, 1992, Éditions de l'Atelier  (ISBN 9782708229693)
- Les affranchis : étiquetés SDF, drogués, marginaux inemployables : ils s'en sont sortis, 2000, Éditions L'Harmattan  (ISBN 9782738494962)
- Repères pour une restitution des résultats de la recherche en sciences sociales, 2001, Éditions L'Harmattan  (ISBN 9782738497086)
- De chair et de sens – A la reconquête d'une parole mutilée, Jean-Jacques Gérard et Bertrand Bergier, 2004, Éditions L'Harmattan  (ISBN 9782747559409)
- La Revanche scolaire - Des élèves multiredoublants, relégués, devenus superdiplômés, Bertrand Bergier et Ginette Francequin, 2005, Éditions Érès  (ISBN 978-2749205359)
- Ruptures de parcours, éducation et formation des adultes, Bertrand Bergier, Sylvain Bourdon, 2009, Éditions L'Harmattan  (ISBN 9782296098916)
- Pas très cathodique. Enquête au pays des sans-télé, 2010, Éditions Érès  (ISBN 9782749212913)
- Comment vivre ensemble : la quadrature du sens, 2014, Chronique sociale  (ISBN 9782367170626)
- Sans « mobile » apparent : un quotidien « sans portable », « sans smartphone », 2016, Chronique sociale  (ISBN 9782367171562)